# Tomonori Tsunematsu
Tomonori Tsunematsu (恒松 伴典 Tsunematsu Tomonori?,  nacido el 16 de julio de 1976 en Kagoshima) es un exfutbolista japonés. Jugaba de guardameta y su último club fue el Albirex Niigata de Japón.

## Trayectoria

### Clubes
| Club            | País  | Año  |
| --------------- | ----- | ---- |
| Albirex Niigata | Japón | 1999 |